# Скрипицын, Владимир Александрович
Владимир Александрович Скрипицын (18 декабря 1848, Санкт-Петербург — ?) — российский журналист и редактор.
По профессии адвокат.
В 1883—1884 гг. редактировал литературно-художественный журнал «Россия», в котором печатал, в частности, произведения Н. С. Лескова, Е. А. Салиаса, Н. П. Аксакова, Д. А. Линёва, А. В. Круглова — последний вспоминал о нём:
Худощавый человек среднего роста, с длинным узким лицом, освящённым <sic!> живыми карими глазами… Волосы носил чисто художнические — длинные до плеч, развевавшиеся при ходьбе… Человек редкой доброты, крепкий в дружбе, хороший товарищ во время досуга, В. А. был любим всеми… В. А. Скрипицын писал несколько пространно, не блистал тем остроумием, какое нынче в моде. Но его воскресные фельетоны всегда отличались серьёзной мыслью и взглядами, с которыми можно было не соглашаться, которые казались порой «странными», но которых никогда нельзя было назвать шаблонными… Современный Чудак — таков псевдоним, выбранный для себя В. А. Да, он был чудак, потому что не признавал ходячих мнений верными, а думал вполне справедливо, что те-то мнения и нуждаются более всего к проверке, которые всеми приняты…
В то же время А. П. Чехов в одном из своих фельетонов описал Скрипицына так:
Спереди и сзади похож на льва, перенёсшего тиф и спинную сухотку, сбоку же имеет вид вешалки, на которую для проветривания вывешен фрак. Худ, бледен и тощ, как тень в «Макбете». Говорит голосом молодого псаломщика, отчеканивая каждое слово и оканчивая речь дьячковскими «выкрутасами». Состоит великим визирем «России», в России же без кавычек играет ещё пока роль невидимого светила.

После временного закрытия «России» в 1885 году перешёл на службу в газету «Новости дня», а оттуда в «Русский курьер», где был редактором, автором передовиц и фельетонов (известен, в частности, его мемориальный очерк о Семёне Надсоне «Муза мысли и страдания»).
С середины 1893 года работал в Саратове. Редактор неофициальной части газеты «Саратовские губернские ведомости», затем также губернский секретарь, осуществлял надзор за саратовскими типографиями, библиотеками и книжными магазинами. Действительный член Саратовской учёной архивной комиссии. В 1903 г. по итогам Особого совещания о нуждах сельскохозяйственной промышленности подготовил на основе документов, полученных из 49 губерний европейской части России, книгу «Природные препятствия сельскому хозяйству».
В 1903—1906 гг. работал под руководством саратовского губернатора П. А. Столыпина, впоследствии российского премьер-министра. Сразу после убийства Столыпина опубликовал книгу о нём «Богатырь мысли, слова и дела», в которую наряду с собранием откликов на смерть Столыпина вошли и собственные воспоминания Скрипицына.